# Ботто, Ян
Ян Ботто (словац. Ján Botto; 27 января 1829, Вишни-Скальник, Австрийская империя — 28 апреля 1881, Банска-Бистрица, Австро-Венгрия) — словацкий поэт-романтик.
Автор поэм, дум, баллад на фольклорные и исторические сюжеты, в которых раскрывается тема национально-освободительной борьбы словацкого народа. Использовал в творчестве мотивы народно-песенного творчества.
Самое значительное из произведений — поэма «Смерть Яношика» (1862).